# Smaldyb
Smaldyb (på tysk Schmaltief) er en tidevandsrende (et søgat) i vadehavet beliggende sydvest for friserøen Amrum, der skærer sig fra sydvest ind i det nordfrisiske vadehav mellem Søsand i vest og Japsand, Knudshjørne og hallig Hoge i øst. En anden strømme ved Smaldyb er Rytterdybet. Rytterdybet og Smaldybet løber mod nordøst, hvor de forgrener sig i Nørreaa (syd for Før) og Sønderaa (syd for Langenæs). Der kan skelnes mellem den nordlige yngre Smaldyb og den sydlige ældre Smaldyb. Ny Smaldyb er det dybeste indløb for skibe fra sø-siden til Vyk og for dem, som måtte søge tilflugt indenfor grundene, hvor der i dette dyb findes flere gode ankerpladser. Det nye Smaldyb havde en dybde af 19 fod (≈5,7 m) på barren med lavvande og 28 fod (≈8,5 m) med højvande.